# مصطفی ارسلانوویچ
مصطفی ارسلانوویچ (بوسنیایی: Mustafa Arslanović؛ زادهٔ ۲۴ فوریهٔ ۱۹۶۰) بازیکن فوتبال اهل بوسنی و هرزگوین بود.
از باشگاه‌هایی که در آن بازی کرده‌است می‌توان به باشگاه فوتبال آسکولی، باشگاه فوتبال دینامو زاگرب، باشگاه فوتبال هالشر، و باشگاه فوتبال زاگرب اشاره کرد.
وی همچنین در تیم ملی فوتبال یوگسلاوی بازی کرده‌است.